# اس. پی. آدیتانار
اس. پی. آدیتانار (تامیلی: நாம் தமிழர்؛ ۲۷ سپتامبر ۱۹۰۵ – ۲۴ مهٔ ۱۹۸۱) سیاستمدار، ناشر و کارآفرین اهل هند بود، که در سال ۱۹۷۷ شرکت مالای مالار را تأسیس کرد.